# Stati Uniti d'America ai XVIII Giochi olimpici invernali
Gli Stati Uniti d'America parteciparono ai XVIII Giochi olimpici invernali, svoltisi a Nagano, Giappone, dal 7 al 22 febbraio 1998, con una delegazione di 186 atleti impegnati in quattordici discipline.